# 池田輝澄
池田 輝澄（いけだ てるずみ）は、江戸時代前期の大名。福本池田家初代。徳川家康の外孫にあたる。

## 生涯
慶長9年（1604年）4月29日、播磨姫路藩主・池田輝政の四男として姫路城で生まれる。家康の外孫にあたるため慶長14年（1609年）4月、松平姓を下賜され、松平左近と称した。
慶長20年（1615年）5月28日、兄で岡山藩主だった池田忠継が早世すると、その所領から播磨宍粟郡3万8000石を分与されて山崎藩主となり、従五位下に叙任する。元和3年（1617年）に従四位下に昇進し、寛永3年（1626年）8月19日に侍従に任じられた。さらに寛永8年（1631年）、弟の政綱が死去すると、新たに播磨佐用郡3万石を与えられて、合わせて6万8000石となる。藩政においては城下町の発展や交通路の整備などを行なった。寛永10年（1633年）以降は江戸に住むようになる。

### 池田騒動
しかし、急激な所領拡大で新たに召抱えた家臣団と、それより前に仕えていた古い家臣団との間で争いが起こるようになり、寛永15年（1638年）に起こった小頭と足軽による金銭上の対立から遂に新しい家老・小河四郎右衛門と譜代の家老・伊木伊織との対立が表面化し、寛永17年（1640年）にはお家騒動（池田騒動）に発展した。姻戚にあった林田藩主・建部政長の調停も失敗し、伊木派の藩士が多数脱藩した。幕府の裁定により伊木伊織以下20名が切腹、輝澄は同年7月26日に家中不取締りを理由に改易され、甥の鳥取藩主・池田光仲預かりとなった。輝澄は家康の外孫ということもあって鳥取藩内の鹿野において堪忍料1万石を与えられた。
その後は剃髪して石入と号した。寛文2年（1662年）4月18日に死去、享年59。四男の政直が跡を継いだ。

## 系譜
- 父：池田輝政（1565年 - 1613年）
- 母：督姫（1565年 - 1615年） - ふう、富子、播磨御前、良正院、徳川家康の次女
- 正室：天正院 - 生駒正俊の娘
  - 四男：池田政直（1634年 - 1666年）
  - 五男：池田政武（1649年 - 1687年）
  - 六男：公侃
  - 七男：池田政済（1641年 - 1697年）
- 生母不明の子女
  - 男子：岩松
  - 男子：虎之助
  - 男子：左京
  - 八男：池田武憲（1645年 - 1695年）
  - 女子：鳥取藩池田家家臣福田久可室
  - 女子：九鬼隆昌正室
  - 女子：近江国長浜霊瑞院玄悦室